# Éditions de Lutèce
 (septembre 2020).
Si vous disposez d'ouvrages ou d'articles de référence ou si vous connaissez des sites web de qualité traitant du thème abordé ici, merci de compléter l'article en donnant les références utiles à sa vérifiabilité et en les liant à la section « Notes et références ».
Les éditions de Lutèce est un éditeur dont le siège social était au 33 rue Pixérécourt, 75 Paris.
Il a publié des bandes dessinées petit format entre 1966 et 1974 après avoir publié des Récits Complets, ainsi que des collections de romans sentimentaux et policiers.

## Liste des collections
- L'Agence Héléna
- Amours d'autrefois[1]
- Collection fleur bleue[2]
- Collection Francine
- Collection Iris
- Collection le Jury
- Collection les Drames de la vie[3]
- Collection Orchidée
- Collection Pâquerette
- Collection ″Policier″
- Collection Série noire et rose[4]
- Corsaires et Flibustiers (1967-1972)
- Collection sexualité
- De cape et d'épée
- Inflexibles
- Police-roman

## Liste des revues
- Andoche (6)
- Changor (6)
- Corsaires et Flibustiers (17)
- Hero-Man (10)
- Interplanètes (22)
- Le journal de l'aventure (42)
- Les Cahiers de l'aventure (44)
- Les Inflexibles (20)
- Vagabond (25)
- Manitou (5)
- Nic et Loup (43)
- Patachon (6)
- Patate (19)
- Yéti (5)